# Megaselia cavifrons
Megaselia cavifrons är en tvåvingeart som beskrevs av Schmitz 1929. Megaselia cavifrons ingår i släktet Megaselia och familjen puckelflugor. Inga underarter finns listade i Catalogue of Life.